# Impianti della Coppa del Mondo di rugby 1987
| Immagine | Impianto e città                       | Capacità | Incontri disputati |
| --- | -------------------------------------- | -------- | --- |
| | Eden Park, Auckland                    | 48000    | Nuova Zelanda ‒ Italia 70-6 (G) Romania ‒ Zimbabwe 21-20 (G) Francia ‒ Zimbabwe 70-12 (G) Figi ‒ Francia 14-31 (QF) Nuova Zelanda ‒ Francia 29-9 (F)                                             |
| | Ballymore Stadium, Brisbane            | 24000    | Giappone ‒ Stati Uniti 18-21 (G) Australia ‒ Stati Uniti 47-12 (G) Irlanda ‒ Tonga 32-9 (G) Inghilterra ‒ Galles 3-16 (QF) Nuova Zelanda ‒ Galles 49-6 (SF)                                      |
| | Lancaster Park, Christchurch           | 36500    | Nuova Zelanda ‒ Figi 74-13 (G) Argentina ‒ Italia 25-16 (G) Francia ‒ Scozia 20-20 (G) Nuova Zelanda ‒ Scozia 30-3 (QF)                                                                          |
| | Carisbrook, Dunedin                    | 35000    | Canada ‒ Irlanda 19-46 (G) Figi ‒ Italia 15-18 (G) Romania ‒ Scozia 28-55 (G) |
| | Rugby Park, Hamilton                   | 30000    | Argentina ‒ Figi 9-28 (G) |
| | Rugby Park Stadium, Invercargill       | 30000    | Canada ‒ Galles 9-40 (G) |
| | McLean Park, Napier                    | 30000    | Canada ‒ Tonga 37-4 (G) |
| | Showgrounds Oval, Palmerston North     | 20000    | Tonga ‒ Galles 16-29 (G) |
| | Rotorua International Stadium, Rotorua | 26000    | Australia ‒ Galles 21-22 (F3) |
| | Concord Oval, Sydney                   | 20000    | Australia ‒ Inghilterra 19-6 (G) Inghilterra ‒ Giappone 60-7 (G) Inghilterra ‒ Stati Uniti 34-6 (G) Australia ‒ Giappone 42-23 (G) Australia ‒ Irlanda 33-15 (QF) Australia ‒ Francia 24-30 (SF) |
| | Athletic Park, Wellington              | 39000    | Irlanda ‒ Galles 6-13 (G) Nuova Zelanda ‒ Argentina 46-15 (G) Francia ‒ Romania 55-12 (G) Scozia ‒ Zimbabwe 60-21 (G)                                                                            |
| LEGENDA - G: fase a gironi - QF: quarti di finale - SF: semifinale - F3: finale per il terzo posto - F: finale |                                        |          | |